# Odd Future
Odd Future Wolf Gang Kill Them All, også kendt som Odd Future og forkortet OFWGKTA, er et hiphop-kollektiv fra LA. Tyler Okonma, kendt under navnet Tyler, the Creator, fungerer som gruppens leder og producer og er også den mest populære rapper i kollektivet.[kilde mangler] I tillæg til Tyler er der mange andre medlemmer: Frank Ocean, Hodgy Beats, Earl Sweatshirt, Domo Genesis, Mike G, Left Brain, Matt Martians, Syd Tha Kid, Jasper, og Taco. OFWGKTA spillede under Hovefestivalen i Norge 2011 og under Roskilde Festival 2011 nogle dage senere, hvor de blev kastet ud for stagediving.

## Diskografi
- The Odd Future Tape (2008)
- Radical (2010)
- The OF Tape Vol. 2 (2012)

### Tyler the Creator
- Bastard (2009)
- Goblin (2011)
- Wolf (2013)
- Cherry Bomb (2015)
- Flower Boy (2017)
- Igor (2019)
- Call Me If You Get Lost (2021)
- Chromakopia (2024)

### Earl Sweatshirt
- Earl (2010)
- Doris (2013)
- I don't like shit, I don't go outside (2015)
- Best Version (2015)
- Some Rap Songs (2018)

### Frank Ocean
- Nostalgia, Ultra (2011)
- Channel Orange (2012)
- Endless (2016)
- Blonde (2016)

### MellowHype (Hodgy Beats og Left Brain)
- YelloWhite (2010)
- BlackenedWhite (2010)
- Numbers (2012)

### Hodgy Beats
- The Dena Tape (2009)
- Untitled EP (2012)
- Untitled EP 2 (2013)

### Domo Genesis
- Rolling Papers (2010)
- Under The Influence (2011)
- No Idols (2012)
- Under The Influence 2 (2014)
- TBA (2014)
- Red Corolla (2017)
- Aren’t U glad You’re U (2018)

### Mike G
- Mike Check (2009)
- Ali (2010)
- Verses (2013)
- Mike Check Vol. II (2014)

### The Jet Age of Tomorrow (Matt Martians og Hal Williams)
- Voyager (2010)
- The Journey to the 5th Echelon (2011)

### Syd
- Fin (2017)

### Mellowhigh
- Mellowhigh (2013)

### The Internet
- Purple Naked Ladies (2011)
- Feel Good (2013)
- Live From Space (with Mac Miller) (2013)
- Ego Death (2015)
- Hive Mind (2018)

### Trash Talk
- 119 (2012)
- No Peace (2014)